# Mobulinae
Sous-famille
Les Mobulinae sont une sous-famille de poissons cartilagineux dans la famille des Myliobatidae, composée principalement de grandes espèces vivant dans l'océan plutôt que sur le fond de la mer.

## Description et caractéristiques
Les Mobulinae se nourrissent de mollusques et de crustacés, écrasant leurs coquilles avec leurs dents aplaties. Les raies du genre Mobula filtrent le plancton de l'eau. Ce sont d'excellents nageurs et sont en mesure de sauter au-dessus de l'eau jusqu'à plusieurs mètres au-dessus de la surface. En comparaison avec d'autres raies, elles ont de longues queues, et un corps rhomboïdal bien défini. Elles sont ovovivipares, donnant naissance jusqu'à six petits à la fois. Elles mesurent entre 1,6 et 9,1 m de longueur.

## Classification
Cette sous-famille avait historiquement été créée pour accommoder les genres Aodon, Mobula et Manta ; cependant ceux-ci ont tous été placés en synonymie dans le genre Mobula, rendant ce clade caduc. 
Dans Poissons du Monde (4e édition) publié en 2006, Nelson, comme le fait par ailleurs FishBase, reconnaît sept genres dans les trois sous-familles. Certains systématiciens, tels que William Toby Blanc, ont préféré placer ses sous-familles au niveau de famille, plaçant les raies chauve-souris dans la famille des Rhinopteridae, et les raies mantas et les Mobula dans celle des Mobulidae. Dans ce contexte, les trois genres (Aetobatus, Aetomylaeus et Myliobatis) restent dans la famille des Myliobatidae, tandis qu'un quatrième (Pteromylaeus) est considéré comme synonyme d'Aetomylaeus.
Ce clade demeure utilisé en paléontologie, où il contient encore plusieurs taxons fossiles : 
Selon Paleobiology Database (19 mai 2019) :
- genre Archaeomanta
- genre Brachioptilon
- genre Burnhamia
- genre Ceratoptera
- genre Eomobula
- genre Manta (désormais synonyme de Mobula)
- genre Mobula
- genre Paramobula